# Alex Lloyd

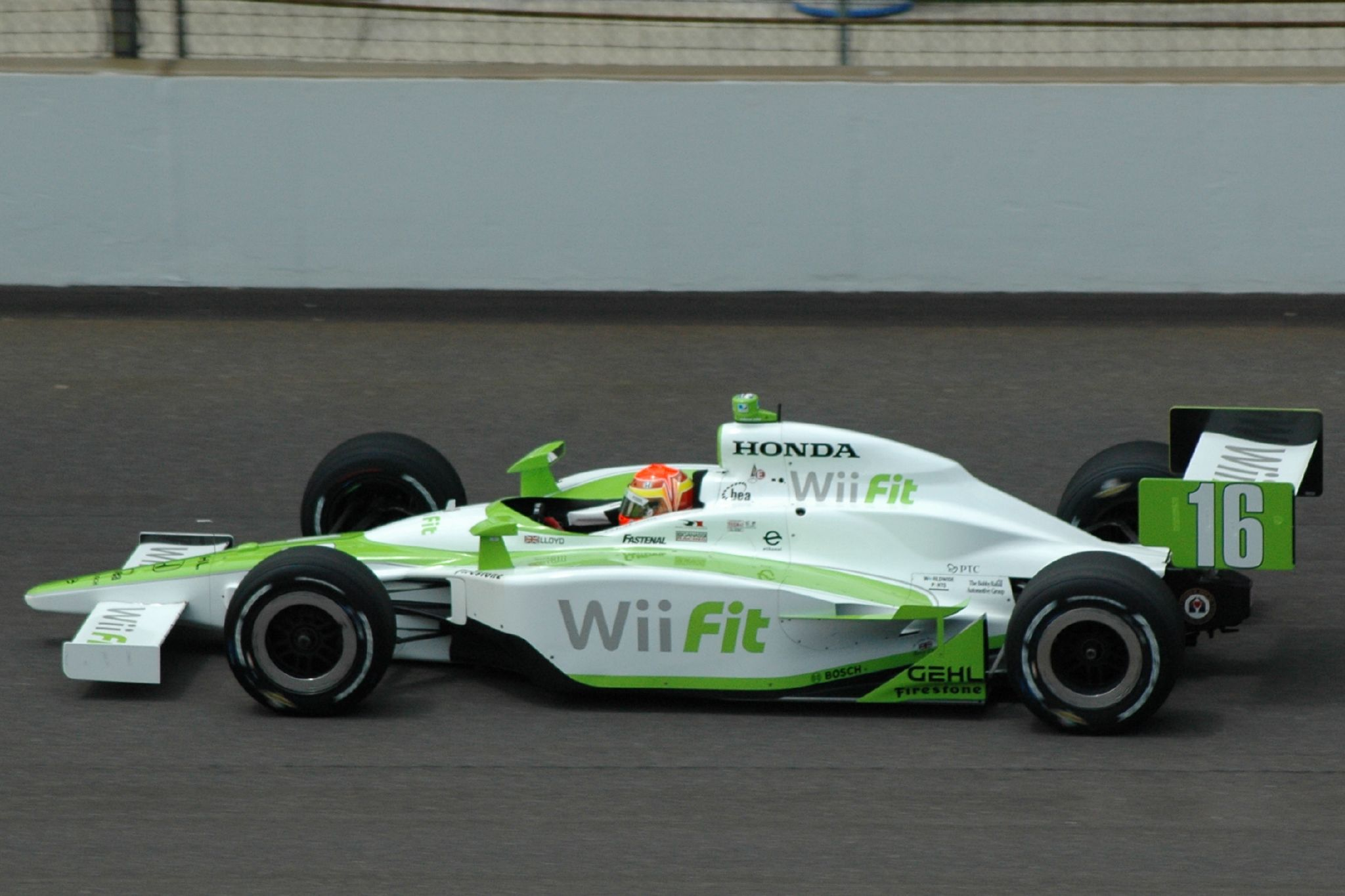
Lloyd in 2008

Alex Stewart Lloyd (Manchester (Engeland), 28 december 1984) is een Brits autocoureur. Hij won het Indy Lights kampioenschap in 2007.

## Carrière
Lloyd begon zijn carrière in het Brits en Europees kart-kampioenschap. Vanaf 2000 reed hij Formule Ford en Formule Renault. In 2004 reed hij voor de eerste keer met een Formule 1-wagen. Hij deed een testsessie voor het McLaren team. Datzelfde jaar reed hij in het Euro Formule 3000 kampioenschap. Hij won één race en vertrok drie keer van op polepositie.
In 2006 verhuisde hij naar de Verenigde Staten en ging aan de slag in de Indy Lights series. Hij won de races op de Indianapolis Motor Speedway en de Infineon Raceway en werd zevende in de eindstand. In 2007 won hij de eerste vijf races van het seizoen. Aan het einde van het seizoen werd hij kampioen met acht gewonnen races op zestien. In 2008 en 2009 vond hij geen vaste plaats in de IndyCar Series. Hij reed de Indianapolis 500 van 2008, waarin hij tijdens de race uitviel na een zware crash en een jaar later werd hij dertiende in deze race. Hij reed de seizoensafsluiter van 2009 op de Homestead-Miami Speedway en finishte daar op de achtste plaats.
In 2010 reed hij een volledige seizoen in de IndyCar Series voor Dale Coyne Racing. Zijn beste resultaat behaalde hij dat jaar tijdens de Indianapolis 500, waar hij op de vierde plaats finishte. Hij sloot het kampioenschap af op de zestiende plaats in de eindstand en won daarmee de trofee Rookie of the Year.

## Resultaten
IndyCar Series resultaten (aantal gereden races, aantal maal in de top 5 van een race, eindpositie kampioenschap en punten)
| Jaar | Races | 1ste | 2de | 3de | 4de | 5de | Rang | Ptn |
| ---- | ----- | ---- | --- | --- | --- | --- | ---- | --- |
| 2008 | 1     | -    | -   | -   | -   | -   | 38   | 10  |
| 2009 | 2     | -    | -   | -   | -   | -   | 30   | 41  |
| 2010 | 17    | -    | -   | -   | 1   | -   | 16   | 266 |
| 2011 | 8     | -    | -   | -   | -   | -   | 27   | 85  |

### Resultaten Indianapolis 500
| Jaar | Chassis | Motor | Start | Finish | Team                    |
| ---- | ------- | ----- | ----- | ------ | ----------------------- |
| 2008 | Dallara | Honda | 19    | 25     | Rahal Letterman Racing  |
| 2009 | Dallara | Honda | 11    | 13     | Sam Schmidt Motorsports |
| 2010 | Dallara | Honda | 26    | 4      | Dale Coyne Racing       |
| 2011 | Dallara | Honda | 30    | 19     | Dale Coyne Racing       |